# Yusri Al-Bashah
Yusri Al-Bashah (in arabo سري الباشا‎?; 27 luglio 1979) è un ex calciatore saudita, di ruolo attaccante.

## Carriera

### Club
Ha giocato per tutta la carriera nel campionato saudita.

### Nazionale
Con la maglia della Nazionale ha preso parte alla Coppa d'Asia nel 2004.